# Sinoxylon lesnei
Sinoxylon lesnei är en skalbaggsart som beskrevs av Vrydagh 1955. Sinoxylon lesnei ingår i släktet Sinoxylon och familjen kapuschongbaggar. Inga underarter finns listade i Catalogue of Life.